# 宋公啓
宋公啓（そうこうけい、生没年不詳）は、春秋時代の宋の君主（在位前469年）。姓は子、名は啓。公孫周の子。元公の曾孫にあたる。
宋の景公に子がなかったため、公孫周の子の得と啓が養子に迎えられた。紀元前469年10月、景公が死去すると、景公の寵臣の大尹が啓を宋公に擁立したが、右師の皇瑗・大司馬の皇非我・司徒の皇懐・左師の霊不緩・司城の楽茷・大司寇の楽朱鉏ら六卿の反対を受けた。大尹は啓とともに楚に亡命した。六卿たちは得（昭公）を宋公に擁立した。
以上の伝記は『春秋左氏伝』の記述にもとづく。『史記』によると、公子特（昭公）が太子を殺して自ら即位したとされており、『春秋左氏伝』とは異なる経緯を記している。